# Disney's Adventures in Typing With Timon & Pumbaa
Disney's Adventures in Typing with Timon and Pumbaa es un videojuego educativo orientado al público infantil y que enseña al jugador a escribir con el teclado. Fue desarrollado y publicado por Disney Interactive Studios en el año 1998, sólo para Windows y únicamente está disponible en idioma inglés. El título contiene varias actividades y juegos protagonizados por Timón, Pumba y Rafiki de la franquicia El rey león de Disney, quienes interactúan con el jugador.

## Información general
Disney's Adventures in Typing with Timon and Pumbaa corresponde a una serie de videojuegos educativos de Disney que se lanzaron bajo el sello Disney Learning. En este caso, los personajes utilizados corresponden a la franquicia El Rey León. El título tiene como objetivo enseñar a los usuarios a escribir con el teclado QWERTY de la PC en distintas lecciones. El juego contiene gráficos típicos de Disney y personajes de dibujos animados para hacerlo más atractivo para el público infantil. Los personajes principales, que son Timón, Pumba y Rafiki conversan e interactúan con el jugador para explicar, enseñar y orientar en cada parte, además de mantenerlo entretenido.
El personaje de Rafiki actúa como un profesor, este utiliza un teclado "mágico" que se muestra en pantalla y sirve para guiar al jugador con las teclas que debe presionar y la posición correcta de los dedos. En las lecciones de Rafiki el objetivo es aprender a escribir correctamente cada una de las teclas y el jugador debe escribir el texto que se muestra en pantalla lo más rápido y sin errores que pueda. Al finalizar las pruebas, Rafiki califica al jugador y le informa si ya está listo para pasar a las siguientes lecciones. Hay en total quince lecciones de Rafiki, el jugador puede escoger y volver a tomar las lecciones ya superadas.
Timón y Pumba protagonizan los distintos juegos de tipeo. Estos desafíos están diseñados como videojuegos que sirven para poner en práctica lo aprendido en las lecciones de Rafiki, de manera que al ir superando lecciones, también se irán volviendo más difíciles los juegos. El jugador también consigue calificaciones al terminar el juego en donde se considera su velocidad de tipeo y su precisión. Cuando el jugador logra alcanzar la puntuación necesaria, se le otorga un certificado simbólico que indica su progreso y le permite avanzar a la siguiente fase en donde hay nuevas lecciones y un juego totalmente nuevo. Hay un total de cinco juegos por superar, cuando el jugador termina todas las lecciones aparece el último juego, y si logra vencerlo podrá ver la escena final en donde Timón y Pumba cantan una canción con los animales de la selva, además de que el jugador recibe su calificación final. Los juegos ya superados pueden volver a escogerse para jugar desde el menú principal.

## Juegos de tipeo
Todos los juegos están protagonizados por Timón y Pumba y se caracterizan por jugarse utilizando el teclado solamente, tienen un límite de tiempo y al finalizar se le da al jugador una calificación que incluye su precisión y su velocidad de escritura. Todos los juegos además se interconectan formando una historia.
- Smack-a-Bug: Timón y Pumba se alejan de la selva en busca de nuevas aventuras y se encuentran con un termitero lleno de bichos a quienes les gusta a esconderse y molestar. Pumba comienza a jugar a dispararles bayas con una cerbatana a medida que van apareciendo. El objetivo del jugador es presionar la tecla que corresponde con la letra del insecto, el diseño de los huecos además es homólogo con el diseño del teclado para que cada insecto aparezca en el lugar que el jugador debe presionar.
- Savannah Water & Power: Los protagonistas se pierden en el desierto y comienzan a sufrir de una espantosa sed. Afortunadamente se encuentran con una complicada máquina extractora de agua que Timón intenta hacer funcionar para dar de beber a su amigo. En este juego, van apareciendo palabras en cada sección de la máquina que el jugador debe escribir para que Timón pueda hacerla funcionar y llene el tanque de agua que está al final. El jugador gana el juego si logra llenar el tanque antes de que se acabe el tiempo.
- Grub Getaway: Timón y Pumba se alegran al encontrar una catarata secreta, repleta de numerosos bichos para devorar, pero también aparece una rana que planea robarles el banquete. En este juego los personajes aparecen vistos desde una perspectiva isométrica y aparecen distintas palabras a sus cuatro lados, estas palabras en realidad representan las direcciones de modo que si el jugador escribe la palabra de la izquierda, los personajes se moverán hacia ese lado. El objetivo es mover rápidamente a Timón y Pumba en donde están los bichos para comérselos a todos antes de que se acabe el tiempo, en niveles avanzados además deben competir contra una rana.
- Carnivore Cave: Timón y Pumba se meten en una misteriosa cueva, solo para descubrir que es la guarida de las malvadas hienas, ahora deben escapar a toda prisa para evitar ser capturados por estos carnívoros. En este escenario los personajes aparecen vistos de costado mientras una oración aparece en pantalla. El jugador tiene que escribir la oración que aparece para hacer correr a los personajes. En algunas partes además aparecen bifurcaciones en donde hay un camino bueno y otro con un obstáculo, el jugador aquí debe escribir la oración que aparece sobre el camino bueno para no perder tiempo.
- Traveler's Tales: En el escenario final, Timón y Pumba se hallan frente a una gran muralla de piedra con una misteriosa máscara que les promete regresarlos a su hogar si logran superar el desafío. Esta vez ya no hay límite de tiempo y el objetivo es simplemente escribir un largo texto que aparece en pantalla aplicando todas las teclas aprendidas y el uso de espacios, párrafos y retroceso. Cada vez que se completa un párrafo, el muro se va desmoronando hasta que al terminar el texto Timón y Pumba finalmente logran pasar de regreso a su hogar.